# Sarcophage de Balazuc
Le sarcophage de Balazuc est un sarcophage paléochrétien,  en marbre blanc, découvert au  XVIe siècle au lieu-dit Les Salles sur la commune de Balazuc dans le département de l'Ardèche en France. C'est une œuvre de l'école et des ateliers d'Arles du IVe siècle. 
Après être resté longtemps à l'église de Saint-Maurice-d'Ardèche, le sarcophage a été transféré en 1851 au Musée des Beaux-Arts de Lyon puis au musée Lugdunum à Fourvière où il se trouve actuellement. 
Un moulage réalisé par le Musée gallo-romain de Lyon est visible à la mairie de Balazuc.
Ce sarcophage serait, d'après la légende, celui de l'évêque d'Alba mais rien ne l'atteste[réf. nécessaire].
Ce sarcophage pourrait avoir été utilisé par l'élite locale, au sein d'un domaine rural, de la même manière que pour ceux découverts à Manosque, Lucq-de-Béarn ou Rignieux-le-Franc.

## Description
Long de 2 mètres et pesant plus d'une tonne, ce sarcophage est décoré sur sa face principale de sept niches surmontées de frontons et encadrées de colonnes, représentant des scènes bibliques.
L'abbée Joseph-Alexandre Martigny identifie dans son mémoire Explication d'un sacophage chrétien du musée lapidaire de Lyon, publié en 1864, les cinq scènes suivantes :
- Résurrection de Lazare,
- Guérison du paralytique,
- Prédiction du reniement de saint Pierre,
- Guérison d'un aveugle,
- Job s'entretenant avec ses amis.